# Cassia arereh
Cassia arereh är en ärtväxtart som beskrevs av Alire Raffeneau Delile. Cassia arereh ingår i släktet Cassia och familjen ärtväxter. Inga underarter finns listade i Catalogue of Life.